# Basic Food Flavors
Basic Food Flavors, Inc. är ett amerikanskt företag. Det har sitt huvudsäte i North Las Vegas, Nevada.